# Индепендиенте
АК Индепендиенте е спортен клуб в Аржентина (Буенос Айрес), известен най-вече с футболния си отбор, основан през 1905 г.
Отборът е печелил 16 шампионата на Аржентина, което го прави четвъртия най-успешен отбор на страната след Ривър Плейт (37 титли), Бока Хуниорс (35 титли) и Расинг Клуб (18 титли). Има 7 титли от Копа Либертадорес, от които четири последователни победи – от 1972 до 1975 г., а също така и 15 международни титли, сред които три Копа Интерамерикана и Междуконтиненталната купа по футбол за 1973 и 1984 г. В Индепендиенте кариерата си е започнал футболистът Серхио Агуеро (р. 1988).
Отборът е известен като „Червените“ (El Rojo) и „Червените дяволи“ (Los Diablos Rojos).